# Death (Trippie Redd)
Death è un singolo del rapper statunitense Trippie Redd, pubblicato il 12 novembre 2019.

## Tracce
1. Death – 2:52